# فرنسيسكو كاسياني
فرنسيسكو كاسياني (بالإسبانية: Francisco Cassiani) هو لاعب كرة قدم كولومبي في مركز الدفاع، ولد في 24 أبريل 1968 في أربوليتيس في كولومبيا. لعب مع أتلتيكو جونيور وديبورتيس كوينديو وروزاريو سنترال.

## وصلات خارجية
- فرنسيسكو كاسياني على موقع قاعدة بيانات كرة القدم.إي يو (الإنجليزية)
- فرنسيسكو كاسياني على موقع ناشيونال فوتبول تيمز (الإنجليزية)
- فرنسيسكو كاسياني على موقع عالم كرة القدم.نت (الإنجليزية)